# پل آنری
پل آنری (فرانسوی: Paul Henry‎؛ ۶ سپتامبر ۱۹۱۲ – ۶ اکتبر ۱۹۸۹) بازیکن فوتبال اهل بلژیک بود.
وی همچنین در تیم ملی فوتبال بلژیک بازی کرده‌ است.